# Developmental Psychology
Developmental Psychology – recenzowane czasopismo naukowe publikujące artykuły z dziedziny psychologii rozwojowej, wliczając w to istotny wkład empiryczny w tę dziedzinę, prace przeglądowe, metodologiczne i teoretyczne. Istnieje od 1969 roku i jest wydawane przez Amerykańskie Towarzystwo Psychologiczne.

## Zawartość
Czasopismo jest miesięcznikiem, a jego średni nakład wynosi około 800 egzemplarzy. Badania, jakie ukazują się na łamach „Developmental Psychology” obejmują zarówno każdy aspekt psychologii rozwoju człowieka, jak i czynniki biologiczne, społeczne i kulturowe wpływające na ten rozwój. Większość publikowanych artykułów dotyczy ludzkiego rozwoju, ale badania dotyczące zwierząt też są publikowane, jeśli mają istotne znaczenie dla rozwoju człowieka.
W 2014 roku spośród 728 nadesłanych do redakcji manuskryptów do publikacji zaakceptowano 20% z nich.

## Impact factor i punktacja MNiSW
Impact factor periodyku za 2014 rok wyniósł 4,141, co dało mu 4. miejsce na 68 czasopism w kategorii „psychologia rozwojowa”. Na polskiej liście czasopism punktowanych przez Ministerstwo Nauki i Szkolnictwa Wyższego z 2015 roku „Developmental Psychology” otrzymało 40 punktów.

## SCImago Journal Rank
SCImago Journal Rank czasopisma za 2014 rok wyniósł 2,465, co dało mu:
- 2. miejsce na 38 czasopism w kategorii „studia nad długością i przebiegiem życia”,
- 2. miejsce na 75 czasopism w kategorii „demografia”,
- 14. miejsce wśród 278 czasopism w kategorii „psychologia rozwojowa i edukacyjna”.

## Specjalne wydania
Czasopismo opublikowało kilka wydań specjalnych:
- Na łamach wydania z marca 2013 r. ukazały się prace dotyczące selektywnego społecznego uczenia się dzieci[9].

- Wydanie z marca 2003 r. poświęcono agresywnym dzieciom[10].

- Wydanie z lipca 1998 r. dotyczyło społecznego i emocjonalnego rozwoju z perspektywy międzykulturowej. Ukazały się artykuły m.in. na temat rodziny w różnych kulturach[11].

- Na łamach wydania z lipca 1996 r. opublikowano artykuły na temat roli socjalizacji, biologii i kultury w rozwoju młodzieży[12].

- W wydaniu ze stycznia 1995 r. ukazały się artykuły poświęcone orientacji seksualnej, wliczając w to m.in. przyczyny jej rozwoju i wychowywanie dzieci przez osoby homoseksualne[13].